# 桃色魔法使
《桃色魔法使》是高崎雄貴的日本漫畫作品，於芳文社發行的上連載。單行本五冊完結。中文版由東立出版社代理發行。

## 故事簡介
某天，澄哉在成人遊戲店的地下發現一名沉睡中的少女。少女的身分是活躍於第二次世界大戰的自動人型。
然而澄哉不管三七二十一，擅自把少女命名為「桃桃」，把她當成「魔法少女」，並收留她，讓她住在自己家裡。

## 登場人物
澄哉
本作主角。本業是大學生。喜歡成人遊戲，眾人公認的變態。
遇到事情時，會用誇張的表現來混淆視聽，讓對方莫名其妙的接受，但通常都會做出相當變態的結論。
遇到對自己不利的情況時，會立刻改變自己的態度，並當作沒這回事一樣。
常對桃桃和歌奈提出變態的要求和理論（並沒有認真想要實行）而惹她們生氣而被揍。曾有一段時間能夠毫不受傷的對桃桃的攻擊做出反擊。
外表看起來是很隨便馬虎的人，但接受歌奈委託後在私底下一個人將問題解決，也很認真的糾正夏奈的誤會，偶爾會有認真的一面。會在半夜和早晨出門，令人摸不著底細。
姓在第一卷時以「xxx」表示，在第二集時有悄悄地登場。後來歌奈借由澄哉的門牌確認他的姓氏為「土御門」。
作者曾開玩笑的說，澄哉被認為除了外表以外都和作者一模一樣。
桃桃
正式名稱為「伊之八號」。第二次世界大戰中被土御門博士製作出來，靠著陰陽術活動的兵器少女。一絲不掛的沉睡在秋葉原中的成人遊戲店的地下室。
以人類的血液為能源，由於澄哉的鼻血而甦醒，對澄哉的視線感到害羞時變出了衣物，因此被澄哉當成了魔法少女。
雖然後來誤會解開了，但澄哉用蛋糕作為交換條件，要她當「魔法少女桃桃」。
受到澄哉影響而喜歡上魔法少女動畫。同時因為戰時的影響而喜歡甜食。
星野歌奈
住在澄哉隔壁的社會人士。擔任高中老師，外表像小孩子，兵器少女們都認為她是小個子。
個性笨拙，還常被澄哉煽動。對包含「大人的」一詞的話語沒有抵抗力。
出遠門時會開比自己還要高的大車。
和澄哉認識很久，認為現在的澄哉比起以前看起來快樂多了，澄哉對此感到相當驚訝。
夏奈
正式名稱為「727號」。外國的現役兵器少女。雖然不常表現出來，實際上對日本的次文化很感興趣。
接受的桃桃覺醒信號，為了和她決戰而請假來到了日本，後來被澄哉說服，沒有想要戰鬥的樣子。
夏奈是澄哉由「727」的日文發音所取的名字。
現在和澄哉住在同一棟公寓中，常會突然出現在澄哉房中讓他大吃一驚。
藤宮同學
歌奈任職學校的學生。對歌奈抱持著超越師生關係的好感。從和澄哉見面後常有危險的行動。
少女
叫初次見面的澄哉「爸爸」的少女。被叫爸爸的澄哉回答她說「我不是爸爸」。偶爾會在外面和澄哉說話。
長髮女性
常在澄哉回憶時出現的女性。本作的伏筆之一。

## 出版書籍

### 日文版
- 第1卷（2007年11月27日發行）ISBN 978-4832276697
- 第2卷（2008年5月27日發行）ISBN 978-4832277038
- 第3卷（2008年11月12日發行）ISBN 978-4832277502
- 第4卷（2009年8月11日發行）ISBN 978-4832278295
- 第5卷（2010年3月12日發行）ISBN 978-4832278950

### 中文版
- 第1卷（2008年6月23日發行）ISBN 9789861016450
- 第2卷（2008年11月6日發行）ISBN 9789861016467
- 第3卷（2009年6月16日發行）ISBN 9789861028521
- 第4卷（2010年6月30日發行）ISBN 9789861043234
- 第5卷（2012年3月22日發行）ISBN 9789861054964